# اسید تیلودرونیک
اسید تیلودرونیک (انگلیسی: Tiludronic acid) یک داروی بیس فسفونات است که برای درمان بیماری استخوان پاژه (استئیت دفورمانس) در انسان کاربرد دارد. در دامپزشکی، اسید تیلودرونیک برای درمان بیماری ناویکولار و اسپاوین استخوان در اسب‌ها استفاده می‌شود.

## مکانیسم عمل
تیلودرونات یک بیس فسفونات غیر نیتروژنی است که استئوکلاست‌ها، سلول اولیه مسئول تجزیه استخوان مورد نیاز برای بازسازی استخوان را مهار می‌کند. بیس فسفونات های غیر نیتروژنی توسط استئوکلاست ها به ترکیباتی متابولیزه می شوند که سپس بخشی از مولکول آدنوزین تری فسفات (ATP) را جایگزین می‌کنند و آن را غیرعملکردی می‌کنند. سپس این مولکول‌های غیرعملکردی به طور رقابتی ATP را در سلول مهار می‌کنند، انرژی سلول را کاهش می‌دهند و منجر به آپوپتوز می‌شوند. کاهش سطح استئوکلاست‌ها متعاقباً میزان تجزیه استخوان و چرخش استخوان را کاهش می‌دهد. بیس فسفونات های غیر نیتروژن دار نسبت به بیس فسفونات های نیتروژن دار قدرت کمتری دارند.